# Río Zújar
Río Zújar este o arie protejată (arie specială de conservare — SAC, sit de importanță comunitară — SCI) din Spania întinsă pe o suprafață de 689,99 ha, integral pe uscat.

## Localizare
Centrul sitului Río Zújar este situat la coordonatele 38°34′40″N 5°19′01″W / 38.5778°N 5.317°V.

## Înființare
Situl Río Zújar a fost declarat sit de importanță comunitară în decembrie 2000 pentru a proteja 1 specie de plante și 24 de specii de animale. Situl a fost protejat și ca arie specială de conservare în martie 2015.

## Biodiversitate
Situată în ecoregiunea mediteraneană, aria protejată conține 10 habitate naturale: Galerii și tufărișuri riverane sudice (Nerio-Tamaricetea și Securinegion tinctoriae), Păduri de Quercus ilex și Quercus rotundifolia, Pante stâncoase silicioase cu vegetație casmofită, Pajiști umede mediteraneene cu ierburi înalte de Molinio-Holoschoenion, Păduri termofile cu Fraxinus angustifolia, Tufărișuri termo-mediteraneene și de pre-deșert, Pseudostepă cu ierburi și specii anuale de Thero-Brachypodietea, Cursuri de apă de la nivel de câmpie la nivel montan, cu vegetație Ranunculion fluitantis și Callitricho-Batrachion, Dehesas cu Quercus spp. perene, Iazuri temporare mediteraneene.
La baza desemnării sitului se află mai multe specii protejate:
- plante (1): Marsilea batardae
- păsări (12): vulturul negru (Aegypius monachus), barză albă (Ciconia ciconia), barză neagră (Ciconia nigra), erete cenușiu (Circus pygargus), egretă mică (Egretta garzetta), Falco naumanni, cocor (Grus grus), Hieraaetus fasciatus, vultur egiptean (Neophron percnopterus), dropie (Otis tarda), Pterocles orientalis, spârcaci (Tetrax tetrax)
- amfibieni (1): Discoglossus galganoi
- mamifere (2): vidră de râu (Lutra lutra), liliacul mare cu potcoavă (Rhinolophus ferrumequinum)
- pești (7): Anaecypris hispanica, Cobitis paludica, zvârluga (Cobitis taenia), Luciobarbus comizo, Pseudochondrostoma willkommii, Rutilus alburnoides, Rutilus lemmingii
- reptile (2): țestoasa de baltă (Emys orbicularis), Mauremys leprosa

Pe lângă speciile protejate, pe teritoriul sitului au mai fost identificate 1 specie de plante, 1 specie de amfibieni, 1 specie de nevertebrate, 3 specii de pești.